# Martín Rivas
Martín Sebastián Rivas Fernández (ur. 17 lutego 1977 w Montevideo) – urugwajski piłkarz występujący na pozycji obrońcy.

## Kariera klubowa
Rivas zawodową karierę rozpoczynał w 1995 roku w zespole Danubio. Jego barwy reprezentował przez 3 sezony. W tym czasie rozegrał tam 50 spotkań i zdobył 5 bramek. Na początku 1998 roku podpisał kontrakt z włoskim Interem Mediolan z Serie A. W sezonie 1997/1998 rozegrał tam 1 spotkanie, a także wywalczył z zespołem wicemistrzostwo Włoch. Sezon 1998/1999 spędził na wypożyczeniu w Perugii, także grającej w Serie A. Na sezon 1999/2000 wrócił do Interu, jednak w jego barwach nie zagrał już ani razu.
W sezonie 2000/2001 Rivas grał na wypożyczeniu w hiszpańskiej Máladze. W Primera División zadebiutował 24 września 2000 roku w wygranym 1:0 pojedynku z ekipą RCD Mallorca. W barwach Málagi zagrał 6 razy. W 2002 roku wrócił do Urugwaju, gdzie został graczem CA Peñarol. Spędził w nim jeden sezon.
W 2003 roku Rivas trafił do Deportivo Maldonado. W 2005 roku odszedł do River Plate Montevideo. W 2006 roku wrócił do Deportivo Maldonado, w którym w 2007 roku zakończył karierę.

## Kariera reprezentacyjna
W reprezentacji Urugwaju Rivas rozegrał 1 spotkanie. Było to wygrane 4:3 spotkanie Pucharu Konfederacji z RPA, rozegrane 17 grudnia 1997 roku. Tamten Puchar Konfederacji Urugwaj zakończył na 4. miejscu.